# RSV (virus)
RSV eller RS-virus, kort för respiratoriskt syncytialvirus, är ett enkelsträngat RNA-virus tillhörande virusfamiljen Pneumoviridae och tillhör genus Orthopneumovirus. Oftast är symptomen milda och liknar en förkylning, men kan ge mycket svår sjukdom hos nyfödda och särskilt för tidigt födda. Svårare symtom kan också drabba personer med svagt immunförsvar, äldre personer och spädbarn.
Viruset smittar genom direkt eller indirekt kontaktsmitta eller genom droppsmitta och det har påvisats överleva på hårda ytor i omgivningen av RSV-infekterade i upp till sex timmar och i 30 minuter på kläder och hud. Inkubationstiden är i medeltal tre till fem dygn och RS-viruset utsöndras i medeltal sju dygn (1–21 dygn) hos i övrigt friska barn.

## Epidemiologi
RSV ger årliga epidemier under vinterhalvåret, vilka växlar mellan milda och svåra. Vaccin finns, och personer som smittats har en kortvarig immunitet.
För barn under ett år är RSV den vanligaste orsaken till infektion i de nedre luftvägarna även kallat bronkiolit. Då påverkas de tunnare luftrören, med segt slem, besvärlig hosta och andningsbesvär med nedsatt syresättning; yngre barn kan även få andningsuppehåll. Barn som har en kronisk lungsjukdom eller som är födda mycket för tidigt kan få svårare symtom. Även barn med allvarliga hjärtfel kan bli mer sjuka än andra.
Risken för ett svårare sjukdomsförlopp är också högre om barnets nivå av RSV-antikroppar från mamman är låg eller om halten D-vitamin i navelsträngsblodet är låg. Risken för svårare sjukdom är också större hos barn med Downs syndrom eller problem med immunförsvaret.
Statistiskt på gruppnivå är risken högre för ett svårare förlopp hos barn som har syskon som vistas på förskola, samt lever under sämre sociala och ekonomiska förhållanden. Detsamma gäller om amningen har varit kortvarig, om det finns ärftlig allergi eller personer som röker i barnets omgivning.

### RS-infektioner säsongen 2020-21
Under vinterhalvåret 2020-21 uteblev praktisk taget säsongsutbrott av RS-infektion över stora delar av norra halvklotet, liksom för övrigt även de andra två säsongssjukdomarna influensa och vinterkräksjuka. Folkhälsomyndigheten rapporterade endast 195 laboratorieverifierade RS-sjukdomsfall i Sverige mot det vanliga antalet som kan variera mellan 2 000 och 7 000. Det historiskt låga antalet bedömdes ha berott på informationskampanjer och åtgärder mot covid-19, som förändrat människors beteenden med minskad smittspridning som följd. Antalet fall var det lägsta som rapporterats sedan övervakningen påbörjades 20 år tidigare.

## Behandling
Det finns vaccin mot RS-virus samt ett specifikt förebyggande läkemedel, palivizumab, som innehåller monoklona antikroppar, kan förebygga infektioner. Palivizumab kan kombineras med det ordinarie vaccinationsprogrammet och kliniska studier visar att palivizumab minskar behovet av sjukhusvård på grund av RS-virus och därmed minskar risken att utveckla astma efter en infektion.

## Forskning
Infektion med respiratoriskt syncytialvirus (RSV) är nu känt som ett betydande problem hos äldre vuxna. Epidemiologiska bevis tyder på att effekten av RSV hos äldre vuxna kan likna icke-pandemisk influensa, både i samhället och på långtidsvård. Attackfrekvensen på vårdhem är cirka 5–10 % per år med betydande frekvenser av lunginflammation (10–20 %) och dödsfall (2–5 %). Uppskattningar som använder amerikanska sjukvårdsdatabaser och resultat av virusövervakning under en 9-årsperiod indikerar att RSV-infektion orsakar cirka 10 000 dödsfall av alla orsaker årligen bland personer över 64 år. Däremot stod influensa A för cirka 37 000 årliga dödsfall i samma åldersgrupp. De kliniska dragen av RSV-infektion kan vara svåra att skilja från influensa men inkluderar nästäppa, hosta, väsande andning och låggradig feber. Äldre personer med underliggande hjärt- och lungsjukdomar och patienter med nedsatt immunförsvar löper störst risk för RSV-infektionsrelaterad lunginflammation och död. Diagnos av RSV-infektion hos vuxna är svår eftersom virusodling och antigendetektering är okänsliga, förmodligen på grund av låga virala titrar. Kombinationen av serologi och omvänt transkriptaspolymeraskedjereaktionsanalys erbjuder den bästa känsligheten och specificiteten för diagnos av RSV, men tyvärr är dessa tekniker inte allmänt tillgängliga; följaktligen blir de flesta RSV-sjukdomar hos vuxna okänd. Även om behandling av RSV-infektion hos äldre till stor del är stödjande, förbättrar tidig behandling med ribavirin och intravenöst γ-globulin överlevnaden hos personer med nedsatt immunförsvar. Ett effektivt RSV-vaccin har ännu inte utvecklats. Därför är förebyggande av RSV begränsat till standardmetoder för infektionskontroll, såsom handtvätt och användning av förkläden och handskar.